# Alford (Floride)
Pour les articles homonymes, voir Alford.
Alford est une ville américaine située dans le comté de Jackson en Floride.

## Démographie
| 2000 | 2010 | - | - | - | - |
| ---- | ---- | - | - | - | - |
| 461  | 489  | - | - | - | - |

Selon le recensement de 2010, Alford compte 489 habitants. La municipalité s'étend sur 1,08 milles carrés (2,8 km2).